# Garuda-Indonesia-Flug 150
Der Garuda-Indonesia-Flug 150 (Flugnummer: GD150, Funkrufzeichen: GARUDA 150) war ein inländischer Linienflug der Fluggesellschaft Garuda Indonesia von Jakarta nach Palembang. Am 24. September 1975 verunglückte auf diesem Flug eine Fokker F28-1000 Fellowship kurz vor der Landung auf dem Zielflughafen. Bei dem Unfall kamen 25 der 61 Personen an Bord ums Leben, außerdem wurde eine Person am Boden getötet.

## Flugzeug und Insassen
Die Maschine war eine Fokker F28 Fellowship 1000 mit der Werknummer 11039, die im Werk von Fokker in Schiphol endmontiert worden war und am 29. Oktober 1971 ihren Erstflug absolviert hatte. Die Maschine war zunächst für den Export nach Peru vorgesehen, wo sie mit dem Luftfahrzeugkennzeichen OB-R-233 den Betrieb bei der Aeroperú aufnehmen sollte, sie wurde jedoch nicht durch die Fluggesellschaft übernommen. Am 29. November 1971 wurde die Maschine mit dem Kennzeichen PK-GJX auf die Garuda Indonesia zugelassen. Zum 1. Juli 1974 wurde die Maschine auf das neue Kennzeichen PK-GVC umgemeldet. Die Maschine trug den Taufnamen Mahakem. Das zweistrahlige Kurzstrecken-Schmalrumpfflugzeug war mit zwei Triebwerken des Typs Rolls-Royce Spey 555-15 ausgerüstet. Bis zum Zeitpunkt des Unfalls hatte die Maschine eine Gesamtbetriebsleistung von 8.516 Betriebsstunden absolviert, auf die 7.533 Starts und Landungen entfielen.
Den Flug von Jakarta nach Palembang hatten 57 Passagiere angetreten. Es befand sich eine vierköpfige Besatzung an Bord, bestehend aus einem Flugkapitän, einem Ersten Offizier und zwei Flugbegleitern.

## Unfallhergang
Mit der Maschine wurde an dem Tag der Inlandslinienflug von Jakarta nach Palembang durchgeführt. Weniger als eine Stunde nach dem Start erhielt die Besatzung die Freigabe für den Anflug auf die damalige Landebahn 28 des Flughafens Palembang, welche heute als Landebahn 29 bekannt ist. Der Anflug wurde bei schlechter Sicht durchgeführt, die Sichtweiten waren durch dichten Nebel auf 50 Meter reduziert. Etwa vier Kilometer vor der Landebahn streifte die Maschine eine Kokospalme und stürzte zu Boden. Infolge des Unfalls verloren 25 Personen an Bord ihr Leben, darunter die vierköpfige Besatzung. Auch eine Person am Boden starb, während 36 Passagiere der Fokker überlebten.

## Ursache
Als Unfallursache wurde die Entscheidung der Besatzung ermittelt, einen Anflug im Sichtflug durchzuführen, obwohl die Wetterverhältnisse weit unter den vorgeschriebenen Minima lagen und damit zweifellos einen Instrumentenflug erfordert hätten.